# Хребет Делі
Делі (англ. Delhi ridge) — гірський хребет у Національній столичній території Делі в Індії. Хребет є північним продовженням хребта Араваллі та має вік близько 1500 млн років (порівняно з віком Гімалаїв у 50 млн років). Хребет простягнувся на 35 км, він складається з кварцитних порід, в деяких місцях розгалужується та розширюється на півночі.
Хребет Делі часто називають легенями міста, на ньому знаходиться найбільший парк території, крім того, він захищає місто від гарячих вітрів з Раджастхану.